# 28963 Tamyiu
28963 Tamyiu è un asteroide della fascia principale. Scoperto nel 2001, presenta un'orbita caratterizzata da un semiasse maggiore pari a 2,3835275 UA e da un'eccentricità di 0,1657319, inclinata di 2,30090° rispetto all'eclittica.